# Mantova 1911
Il Mantova 1911, meglio noto come Mantova, è una società calcistica italiana con sede nella città di Mantova. Milita in Serie B, la seconda divisione del campionato italiano. 
Fondata nel 2017, è erede della tradizione sportiva iniziata nel 1911 con la fondazione dell'Associazione Mantovana del Calcio e poi transitata attraverso varie rifondazioni, ultima delle quali quella del Mantova Football Club, istituito nel 2010 ed estromesso dal campionato di Serie C 2017-2018 per inadempienze formali e finanziarie (avviandosi successivamente al fallimento).
Dal punto di vista storico, il Mantova vanta sette partecipazioni alla Serie A a girone unico; ha inoltre vinto il campionato di Serie B 1970-1971 e si è piazzato terzo nella Coppa Italia 1961-1962.
I colori sociali sono il bianco e il rosso. Disputa le partite casalinghe nello stadio Danilo Martelli.

## Storia

### Dalla fondazione alla II guerra mondiale
Il gioco del calcio approdò in riva al Mincio per merito di due pionieri: Ardiccio Modena e Guglielmo Reggiani. Il primo, di ritorno da Liverpool dove aveva vissuto per qualche tempo, contagiò l'amico: assieme comprarono un pallone e fondarono, nel 1906, il Mantua Football Club.
La società, che giocava in piazza Virgiliana, ebbe vita breve (sparisce l'anno dopo) ma viene ricordata per essere stata la prima in provincia di Mantova. L'esperienza non fu persa e sfociò in due nuovi sodalizi: Modena fondò infatti la Vis et Virtus, mentre Reggiani il Gruppo del Calcio.

Il Mantova nel 1906

Le due realtà procedettero su binari separati fino al 1911, quando si fusero dando vita all'Associazione Mantovana del Calcio (A.M.C.). Era stato costruito nel frattempo il primo vero campo da calcio, all'Ippodromo del Te. Fu così che la Mantovana partecipò al suo primo vero campionato nel 1914-1915, categoria promozione. Durante la prima guerra mondiale l'A.M.C. aveva deciso di cambiare nome in Associazione Calcio Mantova e organizzò amichevoli e partite con sempre maggior frequenza.
I primi anni furono ricchi di soddisfazioni. La squadra lombarda, infatti, dopo la fine della Grande Guerra, venne ammessa in Prima Categoria, il campionato di massima serie. Il campionato di Prima Categoria era strutturato in eliminatorie regionali le cui migliori si sarebbero qualificate alla fase nazionale per l'assegnazione del titolo. Il primo campionato fu buono per il Mantova, che ottenne un terzo posto nel girone emiliano, a ridosso delle qualificate Bologna e Modena. Nel campionato successivo la squadra lombarda riuscì a centrare, per la prima volta, la qualificazione alla fase nazionale, grazie a due vittorie nello spareggio qualificazione contro il Parma (1-0 e 4-0); inserita nel girone C di semifinale insieme a Torino, Legnano e Padova, il Mantova concluse il girone al terzo posto a pari merito con i veneti.
A fine campionato, le ventiquattro squadre maggiori, insoddisfatte dell'elefantiaco allargamento del campionato (ben 88 società parteciparono alla Prima Categoria 1920-1921) e desiderando un torneo più elitario, fuoruscirono in massa dalla FIGC creando un campionato concorrente a 24 squadre - la Prima Divisione - gestito dalla neonata CCI (Confederazione Calcistica Italiana). Il Mantova era una delle società secessioniste e nel campionato della CCI si piazzò quarta nel girone A. Nel 1922 FIGC e CCI si riunificarono e il Mantova venne ammesso alla nuova Prima Divisione Nord a 36 squadre. Dalla stagione successiva il campionato doveva però tornare a 24 squadre con il risultato che le retrocessioni vennero aumentate a quattro per girone per un totale di 12. L'aumento delle retrocessioni fu fatale ai mantovani che, arrivando noni nel girone A, retrocedettero in Seconda Divisione.
Nella stagione successiva il Mantova vinse il girone D qualificandosi al girone finale nel quale si piazzò però solo sesta, mancando la promozione nella massima serie. Il Mantova venne comunque ripescato in Prima Divisione dopo che l'arbitro che l'anno precedente aveva diretto la decisiva sfida salvezza dei lombardi contro la Virtus Bologna, confessò di essere stato corrotto dai felsinei: la FIGC decretò dunque il risarcimento per i virgiliani, e la radiazione per gli emiliani, in quello che fu il primo vero grande scandalo del calcio italiano.
Ritornato in Prima Divisione, restò nella massima serie per due anni. Al termine della stagione 1925-1926 venne relegata nel campionato cadetto, ribattezzato a partire dalla stagione 1926-1927 Prima Divisione dopo che la massima serie aveva cambiato nome da Prima Divisione a Divisione Nazionale. Restò nel campionato cadetto fino alla stagione 1928-1929, quando la scissione della Divisione Nazionale in una Divisione Nazionale Serie A e Divisione Nazionale Serie B declassò la Prima Divisione al terzo livello.
Rimase nel terzo livello del calcio italiano (dal 1929 al 1935 Prima Divisione, dal 1935 Serie C) fino al dopoguerra, ottenendo degli ottimi piazzamenti soprattutto nei campionati che vanno dal 1939-1940 al 1942-1943 quando, con una serie di secondi e terzi posti, il club sfiorò più volte l'accesso alle Finali per la promozione in B.

### Il secondo dopoguerra e ilPiccolo Brasile

L'Ozo Mantova del 1958-1959

La seconda guerra mondiale finisce, il Mantova riprende le proprie attività, ripartendo da una Serie B a più gironi.
Alcuni anni più tardi inizia la discesa, causata soprattutto da motivi finanziari, ma anche da una riforma dei tornei che nel 1948 fa ritornare la Serie B a girone unico, causando la caduta in C dei virgiliani. La squadra resta comunque competitiva e lo dimostra il fatto che nella stagione 1951-1952, grazie a un secondo posto nel girone B, riesce a qualificarsi al nuovo campionato di Serie C a girone unico evitando la retrocessione nella nuova IV Serie.
Nel 1953-1954 il tracollo è definitivo: i virgiliani arrivano ultimi, con sole 3 vittorie all'attivo. Si scende in quarta serie: non se ne fa un dramma ma si approfitta della situazione per ringiovanire l'organico.
L'epopea del "Piccolo Brasile" comincia nel 1955-1956: una bella favola, che proietta i virgiliani dall'inferno all'olimpo del calcio italiano. Tale nome venne coniato da un gruppo di sportivi di Cesole che, in occasione di un'esibizione di Pelé in Italia, coniarono l'appellativo con tanto di cartello: il mito era nato. A questa squadra sono legati indissolubilmente alcuni grandi personaggi. Impossibile non citare colui che seppe plasmare il carattere dei giocatori, guidandoli da bordo campo: Edmondo Fabbri, il popolare "Omino di Castelbolognese". Altro "deus ex machina" di questa squadra straordinaria fu Italo Allodi, giunto a Mantova da Suzzara (sua città d'adozione) nelle vesti di calciatore ed affermatosi poi come il primo, vero general manager italiano. Fabbri poi andò alla Nazionale, Allodi disegnò la grande Inter di Angelo Moratti: con queste basi dunque il Mantova entrò di diritto nell'élite del calcio, salvo poi compiere il cammino inverso qualche anno dopo.
Anni dopo arriva un importante sponsor, la ditta petrolifera Ozo, che è proprietaria della raffineria sorta alle porte della città. La squadra cambia i colori sociali in onore dello sponsor: da biancazzurri a biancorossi. Comincia la scalata: a fine torneo la classifica vedrà i biancorossi al secondo posto, risultato questo che garantisce l'accesso alla Quarta serie d'Eccellenza. Il Mantova che nel 1957-1958 partecipa al campionato Interregionale di Prima Categoria (detto anche di "Eccellenza", ex IV Serie) è figlio del lavoro di Italo Allodi, passato dal campo alla scrivania. Fabbri riuscirà ad amalgamare per bene il tutto, portando i biancorossi a centrare la seconda promozione consecutiva.
In Serie C, stagione 1958-59, a poche giornate dal termine il Mantova è secondo, dietro al Siena. Il destino vuole che i virgiliani si rechino proprio in Toscana: i biancorossi si impongono per 2-0 con gol di Turatti e Recagni, è aggancio. In campionato finiscono a pari punti, serve lo spareggio in campo neutro a Genova, il 28 giugno 1959. Il Mantova vince 1-0, rete di Fantini, e ottiene la promozione in Serie B.

### Gli anni '60 e la Serie A

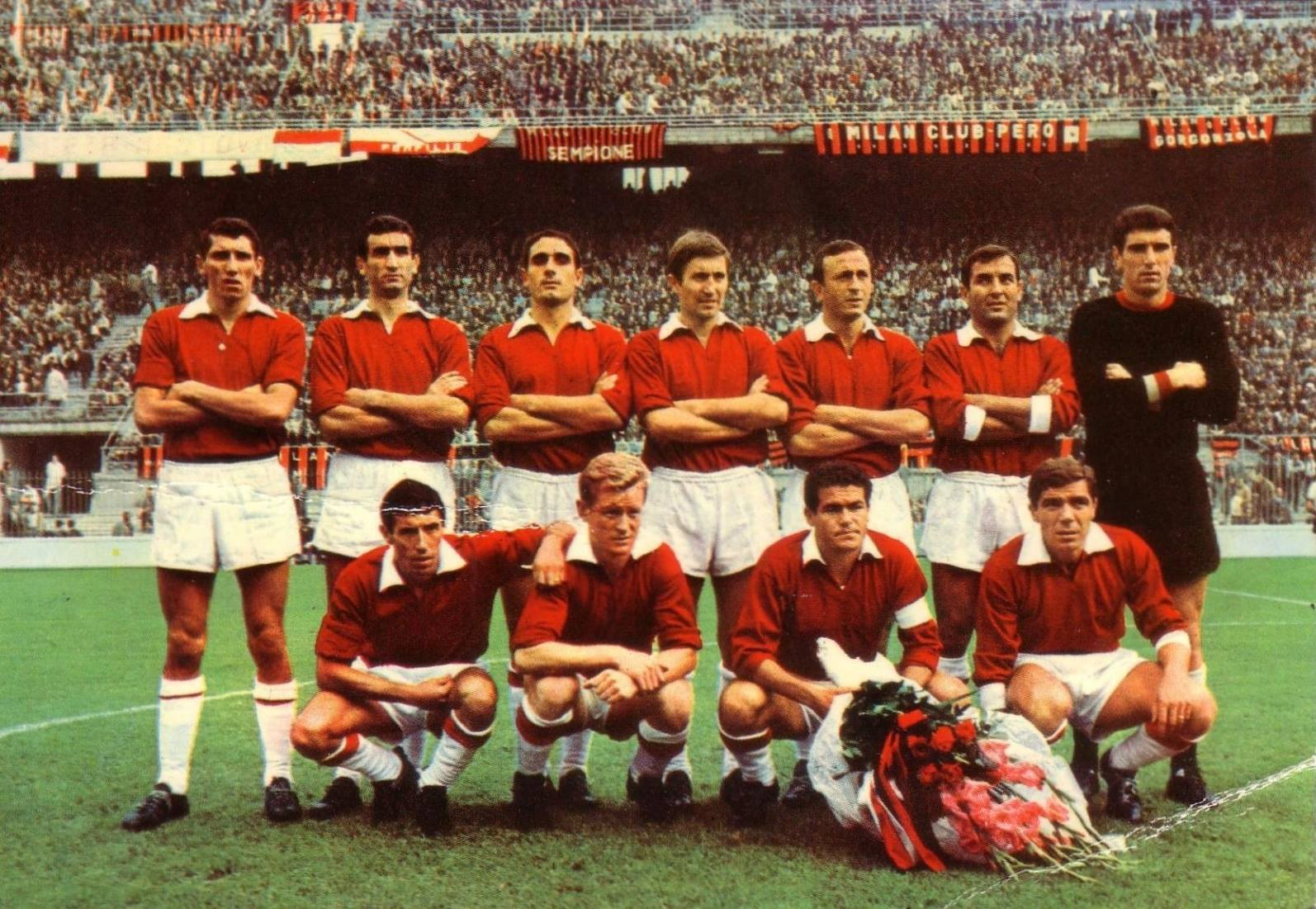
Il Mantova del 1966-1967

Nella stagione 1960-1961, solo il Venezia arriva davanti ai biancorossi, forte di una contestata vittoria (3-2) casalinga. La sicurezza matematica della promozione in Serie A giunge alla terzultima gara, vinta 2-0 in casa col Brescia. In quattro anni il Mantova è passato dalla quarta serie all'Olimpo del calcio.
La società, presieduta da Peppe Nuvolari, provvede all'ingaggio degli stranieri. Dal Santos arriva Angelo Benedicto Sormani, vice di Pelé; dalla Svizzera Tony Allemann, quindi un altro brasiliano, Nelsinho, che non darà buona prova delle sue capacità tecniche. Il debutto è a Torino contro la Juventus. Finisce 1-1, con reti di John Charles per la Juve e di Allemann per i virgiliani. Alla conclusione del campionato il Mantova chiude al 9º posto con 32 punti, migliore risultato della sua storia. L'anno dopo la squadra riesce a salvarsi grazie anche alle prestazioni del difensore tedesco Karl-Heinz Schnellinger e alle parate del giovane Dino Zoff.
L'anno dopo il Mantova retrocede in Serie B, mentre sul fronte societario qualcosa di importante sta succedendo. Da alcuni mesi l'ingegner Sergio Previdi è presidente, mentre alla ribalta si è già affacciato un quistellese trapiantato a Milano, l'industriale Andrea Zenesini, titolare dell'Europhon: la sua presidenza andrà dal 1966 al 1976.

1967, Mantova-Inter 1-0, la storica "papera" di Sarti

Si riparte con Giancarlo Cadè in panchina, stagione 1965-1966. Il Mantova è terzo e torna subito in Serie A.
Siamo al 1966-1967. Il 1º giugno 1967 all'ultima giornata al Martelli scende l'Inter, una settimana dopo la sconfitta in finale di Coppa dei Campioni a Lisbona ed esce sconfitta anche dal Mantova perdendo lo scudetto. Ci sono 25 000 spettatori, record assoluto di presenze, i quali assistono alla famosa papera di Giuliano Sarti che, in avvio di ripresa, si lascia scappare un facile tiro di Beniamino Di Giacomo. Lo scudetto va alla Juventus e i biancorossi finiscono a centro classifica.
Nella stagione 1967-1968, il Mantova viene retrocesso in Serie B. Gustavo Giagnoni salva la squadra e l'anno dopo arriva quarto ad un solo punto dalla promozione. Il ritorno nella massima serie è rinviato alla stagione successiva: nel 1970-1971 vince il campionato e ritorna in Serie A.

### Gli anni '70: discesa in Serie C
Se rapida è stata la scalata dalla Quarta Serie alla Serie A, ancora più veloce la discesa: in 14 mesi la squadra biancorossa si ritrova in Serie C. In Serie B, all'ultima giornata, il Mantova è a pari punti col Brescia e lo scontro diretto con le rondinelle si gioca al Martelli: il Brescia passa subito all'inizio con un gol di Marino, nella ripresa i virgiliani riescono solo a pareggiare grazie ad un rigore di Panizza. Il Mantova è retrocesso per la peggior differenza reti.

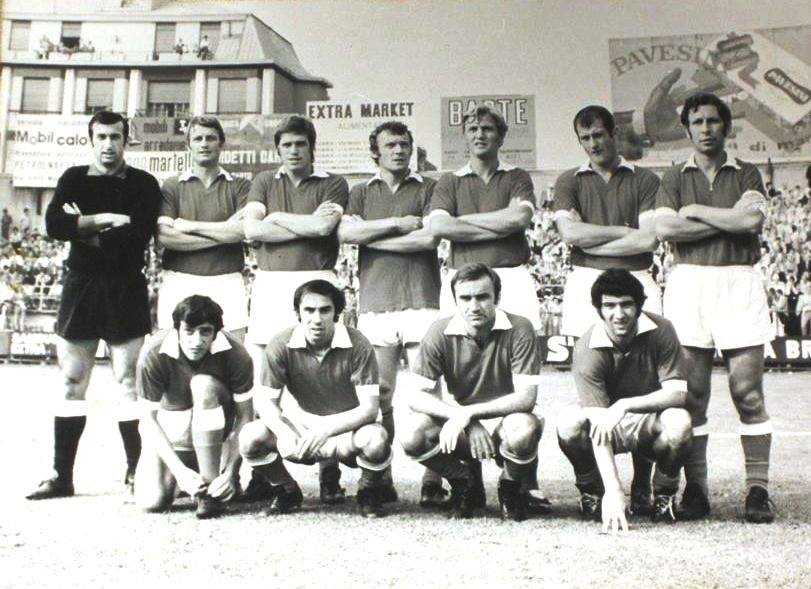
Il Mantova che, nella stagione 1970-1971, vinse il torneo di Serie B e conquistò quella che rimane l'ultima promozione dei virgiliani nella massima categoria calcistica italiana

Per 32 anni non si vedrà più la Serie B. Nel 1973-1974 i biancorossi arrivano settimi, l'anno dopo undicesimi. Leggermente meglio nel 1975-1976, con sesto posto finale.
Il 1977-1978 fu un buon anno: occorreva arrivare nei primi dodici per guadagnare l'accesso alla C1 per la ristrutturazione dei campionati, il Mantova si piazza al terzo posto. Nel corso della stagione al timone dirigenziale passa Romano Freddi: i biancorossi, nonostante un attacco superlativo (Frutti e Dri su tutti), si salvano nell'ultima partita grazie ad un 5-0 rifilato alla Cremonese. Il 1979-1980 è sempre all'insegna del basso profilo. Dopo un avvio disastroso, Freddi esonera Tomeazzi e chiama Ottavio Bianchi. Il futuro tecnico del Napoli di Maradona salva la squadra ma preferisce poi andarsene alla Triestina nella stagione successiva.

### Gli anni '80: la Serie C2 e il fallimento
Il 1982-1983, il primo in Serie C2 nella storia del Mantova, è segnato da una crisi societaria: mentre sul campo la squadra si comporta abbastanza bene, centrando un terzo posto finale (inutile però ai fini della promozione), la situazione debitoria dell'Associazione Calcio Mantova si fa insostenibile. A seguito delle numerose istanze di morosità presentate dai creditori, essa viene dichiarata fallita.
Entra allora in scena Franco Quartaroli, ex presidente del Suzzara, che in veste di commissario liquidatore riesce a traghettare il Mantova fino all'asta fallimentare: essa viene vinta per 360 milioni di lire da un gruppo imprenditoriale veronese capeggiato da Mariuccio Vassanelli. La società biancorossa viene dunque rifondata col nome di Nuova Associazione Calcio Mantova e mantiene la categoria di competenza. La ripartenza repentina "da zero" non consente tuttavia di assemblare una squadra particolarmente competitiva, sicché il "nuovo Mantova" termina il proprio girone al quarto posto. Nella successiva stagione 1984-1985 i patron cercano di costruire una squadra d'alto livello, ma i risultati non sono all'altezza dello sforzo: i biancorossi terminano al sesto posto, con ampio distacco dalle prime posizioni.
La Serie C1 viene conquistata nel 1985-1986: il Mantova vince infatti ai calci di rigore lo spareggio contro l'Ospitaletto, disputato alla Galleana di Piacenza l'8 giugno 1986. In particolare si rivelano decisive le parate del portiere Nadir Brocchi.

L'esodo al Galleana del 1985-1986

La permanenza in Serie C1 dura però solo un anno: nella stagione 1987-1988 il Mantova è di nuovo in C2. Si sceglie allora di ripartire dall'allenatore Mario Corso, che pur non disponendo di una rosa di altissimo livello la porta a vincere il campionato e a risalire in terza divisione.
Riconfermato anche per il 1988-1989, Corso conduce i virgiliani a una tranquilla salvezza col sesto posto finale nel proprio girone. Il rapporto col tecnico ex-interista si conclude qui: nel 1989-1990 gli subentra Gian Piero Ghio, che guida il Mantova al quinto posto nel proprio girone, guadagnando l'accesso alla Coppa Italia maggiore.

### Gli anni '90: dalla Serie B sfiorata al ritorno nei Dilettanti
Il campionato 1990-1991 si rivela assai negativo: il Mantova chiude il proprio girone all'ultimo posto con soli 19 punti conquistati. A nulla servono i tre avvicendamenti in panchina (Catuzzi, Pelagalli e infine Sergio Carpanesi): la retrocessione diviene matematica già a marzo, complice un record di otto sconfitte casalinghe. Dinnanzi a tale rovescio il patron Pasquali lascia la società: gli subentra Paolo Grigolo, già presidente del San Martino Buonalbergo.
L'annata 1991-1992, tra avvicendamenti in panchina e instabilità societaria (con Grigolo che fatica a prenderne il pieno controllo), si rivela ancora complessa: la squadra chiude il proprio gruppo di C2 al 4º posto finale.
In vista del campionato 1992-1993 Grigolo (ormai pienamente in possesso della società) annuncia propositi ambiziosi: investe nella ristrutturazione dello stadio Martelli (ormai gravemente pericolante), acquista un pullman per la prima squadra e sposta la sede operativa del club nel centro della città. Dal punto di vista dirigenziale nomina Franco Manni direttore generale, Gustavo Giagnoni ed Ernesto Bronzetti consulenti per il mercato e (dopo il rifiuto di Bellotto), chiama a guidare la squadra Ugo Tomeazzi. La strategia è vincente: il Mantova domina il proprio girone e approda in Serie C1 con un mese di anticipo sulla fine della stagione regolare e 10 punti di vantaggio sulla terza classificata.

La squadra della stagione 1993-1994

Giunto in Serie C1, Grigolo non abbandona le proprie velleità di primeggiare: la campagna acquisti, affidata a Manni ed al nuovo ds Beniamino Vignola, porta a Mantova molti giocatori quotati. L'avvio di campionato è tuttavia incerto: solo il reintegro di Tomeazzi alla 10ª giornata rivitalizza la squadra, che ben presto s'installa al primo posto in classifica. La vittoria nello scontro diretto contro il Chievo pare lanciare i virgiliani verso la promozione, ma una crisi di risultati nelle ultime giornate consente ai veronesi di effettuare il contro-sorpasso e accedere alla serie cadetta; il Mantova, ridotto a giocare gli spareggi, esce dalla corsa-promozione già in semifinale contro il Como, che vince per 2-1 l'andata e impatta per 0-0 al ritorno.
A campionato concluso un'indagine della Lega Nazionale Professionisti riscontra irregolarità nelle pratiche presentate per le iscrizioni al campionato 1993-1994: il Mantova viene dunque retrocesso a tavolino in quarta serie. Dinnanzi a tale rovescio, la dirigenza si dimette e la squadra viene definitivamente esclusa dal calcio italiano.
Nell'estate 1994 Mantova si ritrova così priva della propria maggiore società di calcio. Un pool di soggetti di varia estrazione (piccoli imprenditori, comuni cittadini ed ex calciatori) decide pertanto di rilevare il titolo sportivo della società 3B Porto, valido per partecipare alla Promozione 1994-1995, e di sfruttarlo per rifondare i biancorossi con la ragione sociale Mantova Calcio 1994. Alla presidenza arriva Romano Freddi.
In via eccezionale, il Mantova 1994 viene ripescato nella categoria superiore a quella di diritto, ovvero l'Eccellenza emiliano-romagnola. Inserita nel girone A, la squadra virgiliana lo vince con due punti di vantaggio sulla Vis San Prospero e si garantisce l'accesso al Campionato Nazionale Dilettanti per l'anno successivo.
Nella stagione 1995-1996 i biancorossi chiudono il proprio girone del C.N.D. al secondo posto, alle spalle della sola Iperzola. A inizio campionato 1996-97 un mediocre rendimento costa il posto al tecnico Frutti, sostituito da Gianni Ragazzoni, che vince il girone e riporta il Mantova tra i professionisti.
Le stagioni 1997-1998, 1998-1999 e 1999-2000 vedono il Mantova stabile in Serie C2, senza correre rischi né manifestare ambizioni particolari: il massimo risultato è costituito dai play-off disputati (e poi persi) contro il Prato (2-1, 1-1). Tale stagnazione finisce per tendere i rapporti tra Freddi e la tifoseria: nel 2000 il patron passa quindi la mano a Mario Cioli.

### Gli anni 2000: la scalata alla Serie B e il secondo fallimento
La squadra viene rinforzata, ma il registro non cambia. Anche nella stagione 2000-2001, il Mantova, sotto la guida di Giorgio Roselli, si trova in zona play-out; l'allenatore diviene Loris Boni, che aveva iniziato la stagione come DS, mentre Tomeazzi è responsabile area tecnica. La squadra cambia volto e rimonta moltissime posizioni: a 4 gare dal termine è in zona play-off, con vantaggio di avere tre gare da giocare in casa. La sconfitta interna nello scontro diretto con la Triestina (1-2) esclude però i biancorossi dai giochi promozione.
Nella stagione 2001-2002 si riparte con nuovi stimoli e un nuovo tecnico: Marco Falsettini. Arrivano acquisti importanti e viene riscattato Graziani alle buste col Teramo. Cioli ha speso una cifra enorme per vincere la Serie C2 e la squadra, almeno nelle amichevoli e in Coppa, dà fiducia. Con l'inizio del campionato cominciano le difficoltà: la squadra gioca male e fa pochi punti.
Dopo la sconfitta casalinga 0-1 col Gubbio, Mario Cioli decide di vendere ad una cordata veronese composta da Andrea Fagnani, Alberto Castagnaro e Corrado Serato. Nuovo direttore generale è Mario Preto. L'allenatore Falsettini per il momento è confermato, ma dopo lo scialbo pareggio di Sassuolo arriva al suo posto Sauro Frutti, il quale dura poco (solo due partite) e cede il posto a Roberto Boninsegna. Al mitico "Bonimba" viene affidata la panchina biancorossa, oltre alla responsabilità dell'area tecnica. Nello scontro decisivo i biancorossi perdono in casa 2-0 con la Sambenedettese e tutto è rimandato alla stagione successiva.
Dopo una feroce contestazione se ne vanno Fagnani e Serato, mentre Alberto Castagnaro diventa il nuovo presidente. La società torna alla vecchia denominazione: A.C. Mantova 1911. La nuova stagione, 2002-2003, parte bene, ma poi la squadra subisce una flessione e va in crisi di gioco e risultati. Castagnaro solleva Boninsegna dall'incarico di allenatore e al suo posto arriva il duo Benevelli-Bogoni. La storia si ripete: i biancorossi si rimettono in pista, ottenendo il quarto posto utile per i play-off. Avversario di turno il Südtirol: dopo l'andata vittoriosa al Martelli per 2-1, nella partita di ritorno (giocata a Treviso davanti a 2000 tifosi virgiliani) gli altoatesini ribaltano il risultato con un secco 2-0, condannando i virgiliani a un'altra stagione in Serie C2.
Si arriva alla stagione 2003-2004, in panchina arriva Domenico Di Carlo, alla sua prima esperienza da allenatore professionista dopo un anno alla guida della Primavera del Vicenza. Direttore sportivo è Giuseppe Magalini, proveniente dal settore giovanile del Chievo.
L'inizio è difficile, ma con l'arrivo della primavera e di alcuni innesti, la squadra si ritrova e inanella una serie continua di risultati positivi. Il Mantova conquista la vetta che manterrà fino alla fine del campionato; l'apoteosi è raggiunta nel derby con la Cremonese, con oltre 8000 spettatori al Martelli. Il Mantova si impone per 2-0 e distanzia di 9 punti la seconda a tre giornate dal termine. La certezza della promozione arriva il 24 aprile quando il pareggio fra Olbia e Südtirol sancisce la promozione matematica del Mantova, che vince il suo secondo campionato di C2 e torna in C1 dopo 11 anni.
Il 19 giugno 2004 Castagnaro cede la quota di maggioranza della società a Fabrizio Lori, giovane imprenditore mantovano, titolare della Nuova Pansac, al tempo società di rilievo internazionale nel campo di materie plastiche. Lori diventa presidente del Mantova, Castagnaro assume la carica di vicepresidente.
Fin dall'inizio il nuovo presidente dichiara pubblicamente di voler riportare il Mantova ai massimi livelli del calcio nazionale. Il direttore sportivo Magalini conduce un calciomercato d'alto profilo, in virtù del quale i biancorossi vengono unanimemente indicati come i favoriti per la vittoria finale. In panchina resta Mimmo Di Carlo, che porta il Mantova in cima alla classifica esattamente al termine del girone d'andata. I virgiliani conservano però la vetta per una sola giornata, dopodiché vengono superati dalla Cremonese; qualificato ai play-off, il Mantova inizia con una vittoria per 4-2 a Frosinone, con un goal in rovesciata di Paolo Poggi al ritorno. La finale viene disputata contro il Pavia, che ha eliminato il Grosseto. Nella partita d'andata gli uomini di Torresani si portano in vantaggio con un calcio di punizione dell'ex Sciaccaluga deviato dalla barriera. Nella ripresa segnano Caridi e per due volte Alessandro Noselli. Il 19 giugno la partita Mantova-Pavia si disputa al cospetto di oltre 12.000 spettatori. All'ottavo minuto i palloni alle spalle del portiere pavese Bressan sono 3, in virtù della doppietta di Gabriele Graziani e del gol di Lanzara: la compagine virgiliana torna così in Serie B dopo 32 anni.
Nella stagione 2005-2006 il Mantova disputa un ottimo campionato da neopromossa, guidando perfino la classifica di Serie B per i primi quattro mesi. Da gennaio la squadra cala il rendimento, ma riesce comunque a qualificarsi per i play-off con il 4º posto finale. Nella semifinale supera il Modena, classificatosi 5º, grazie a due pareggi (0-0 esterno e 1-1 casalingo) e dunque alla migliore posizione di classifica. Nella finale di andata, che assegna un posto in Serie A, supera il Torino per 4-2 a Mantova; nella partita di ritorno, però, il Torino riesce a ribaltare il risultato, vincendo per 3-1 dopo i tempi supplementari.
Nella stagione 2006-2007 il Mantova conclude il campionato all'ottavo posto e ottiene una prestigiosa vittoria infliggendo alla Juventus la prima sconfitta nel campionato di Serie B (1-0), grazie a un autogol di Robert Kovač. Da ricordare anche la vittoria per 3-0 sul campo dei rivali dell'Hellas Verona e quelle casalinghe sul Napoli e sul Genoa al 95' con gol di Emiliano Tarana.
L'11 giugno 2007 la dirigenza annuncia il nuovo allenatore dell'ACM: è Attilio Tesser, reduce da due brevi esperienze in A con Cagliari e Ascoli. Domenico Di Carlo va ad allenare il Parma. La società opera una sontuosa campagna acquisti, portando a Mantova tra gli altri l'ex azzurro Stefano Fiore, Dario Passoni, Giorgio Corona, Gianluca Pegolo, Jacopo Balestri e Giorgio Lucenti. A seguito degli scarsi risultati ottenuti e del gioco espresso nelle ultime partite, l'allenatore Tesser viene esonerato e sostituito dapprima da Giuseppe Brucato e quindi, 27 ottobre 2008, da Alessandro Costacurta al suo esordio assoluto da allenatore. Il 9 febbraio Costacurta si dimette, al suo posto la società ingaggia Mario Somma, che avrà al suo fianco come secondo Alessandro Nuccorini, commissario tecnico della nazionale italiana di calcio a 5. Il Mantova chiude la stagione al 13º posto, assicurandosi così la permanenza nella serie cadetta per il quinto anno consecutivo. Nell'estate 2009, il presidente Fabrizio Lori ingaggia Michele Serena. La squadra venne ringiovanita e privata dei giocatori più forti applicando una politica al risparmio, esigenze dovute al difficile momento economico della società. Nella stagione 2009-2010 la squadra chiude il campionato con la retrocessione in Prima Divisione, al terzultimo posto con 48 punti, frutto di dieci vittorie, diciotto pareggi e quattordici sconfitte. Il Mantova retrocede dopo cinque stagioni in Serie B e con una promozione in Serie A sfiorata nel 2006, quando perse in finale dei play-off contro il Torino.
Il 30 giugno 2010 la squadra, a causa della massa debitoria di circa 9 milioni conseguita dalla gestione Lori, non riesce ad iscriversi al campionato di Lega Pro, scomparendo in tal modo dal calcio professionistico, 16 anni appena dalla sua rifondazione.

### Gli anni 2010: doppio fallimento e doppia rinascita
Con il fallimento dell'A.C. Mantova 1911 un gruppo di tifosi capeggiato da Gianluca Braguzzi subito dopo una pubblica assemblea affiancato da Glauco Nicolini e Paolo Stanghellini ottengono il rientro dall'ex presidente Alberto Castagnaro si costituisce così, il 2 luglio 2010, l'A.S.D. Mantova Football Club ottenendo subito l'affiliazione alla F.I.G.C.. In breve tempo, ottenuto dal Comune di Mantova il mandato a rappresentare la città in ambito calcistico, il nuovo Mantova può ripartire dalla Serie D. Successivamente l'A.S.D. provvederà a trasformarsi in S.r.l. con presidente Bruno Bompieri e con la presenza nel CDA di altri imprenditori mantovani. Tra gli azionisti del Mantova Football Club risalta per la sua unicità il Mantova United, nato dall'unione di un'iniziativa promossa da Gianluca Braguzzi e da una parallela voluta da Alessandro Martorelli. La guida della Cooperativa dei tifosi viene affidata al presidente Alberto Castagnaro cooperativa che acquisisce inizialmente quote per il 25% del capitale del F.C. Mantova. Lo United mette in vendita le proprie azioni (con pacchetti che vanno da 100 a 2000 euro) acquistabili dai tifosi, così da avviare la prima e vera forma di azionariato popolare in ambito calcistico italiano.
Nonostante il fallimento, la società, durante il periodo estivo nella stagione 2010-2011, dà corso a una campagna acquisti di tutto rispetto, riportando in biancorosso il bomber Gabriele Graziani e riuscendo a trattenere giocatori di categoria superiore, come Manuel Spinale e lo storico portiere Mirko Bellodi. Anche i tifosi non fecero mancare il loro affetto seguendo in migliaia la squadra in casa ed in buon numero anche in trasferta, infatti, circa 6.000 tifosi presero parte alla festa del centenario col Cantù e oltre 3.500 alla terz'ultima giornata di campionato, il 17 aprile 2011, quando vincendo per 3 a 0 contro il CastelnuovoSandrà, il Mantova conseguì matematicamente la promozione in Lega Pro Seconda Divisione.
Il ritorno tra i professionisti del Mantova, l'anno dopo, venne vissuto dalla società più come un trauma che come un'opportunità di rilancio delle sorti biancorosse, dimostrando i grossi limiti delle persone a cui il comune aveva affidato il calcio mantovano tanto che gli stessi tifosi promotori, a cominciare dal Braguzzi, delusi per il mancato rispetto degli impegni economici presi, abbandonano il progetto. Dopo discussioni e dissidi tra i soci, il presidente Bruno Bompieri allontana il promettente DS Enrico Dalè, ed ingaggia Stefano Bonometti che verrà liquidato pochi mesi più tardi. Al termine della stagione, dopo aver cambiato tre tecnici e tre Direttori Sportivi il Mantova si vede costretto a disputare i play-out per rimanere nei professionisti. L'incontro di andata con il Lecco termina con un risultato di parità (1-1) e di ritorno a Mantova finisce con la vittoria biancorossa (2-1). Contro la Vibonese, poi, dopo un pareggio a reti inviolate a Vibo Valentia, al Danilo Martelli, davanti ad oltre 3.000 tifosi, la partita termina con rotondo 4 a 0, assicurando la permanenza nel calcio professionistico del Mantova.
Nell'estate 2012-2013, dopo che erano già saltate tre trattative, date già per concluse, per la cessione della società prima all'imprenditore bresciano Livio Cavagna, poi al gruppo spagnolo Platinum (rivelatosi una società fantasma), e in seguito alla cordata di imprenditori padovani capitanata dall'ex presidente del Montichiari, Francesco De Pasquale (revocata dagli stessi soci, dopo il deferimento per il fallimento della società bresciana), viene infine annunciata la vendita del 50% della società ad un gruppo bergamasco capitanato da Enzo Passera e Bruno Bianco.. Dopo settimane di trattative e di silenzi, il 7 settembre 2013 i bergamaschi si ritirano lasciando la proprietà al gruppo Bompieri e dopo una campagna acquisti e una preparazione iniziata con ragguardevole ritardo viene riconfermato sulla panchina Sauro Frutti che il 27 dicembre 2012 viene esonerato, sostituito da Giuseppe Brucato. La squadra termina il campionato a metà classifica ma in società si cercano soci per continuare a dare vita al progetto. Dopo alcuni contatti con diverse cordate, finalmente il 29 aprile, l'imprenditore veronese ed ex presidente della Sambonifacese, Michele Lodi firma per l'acquisto del 70% delle quote societarie e diventa il maggior azionista della società, nonché presidente.
La stagione successiva per il neopresidente Michele Lodi fu inizialmente di grande entusiasmo, portando a Mantova l'esperto allenatore Sala e giocatori del calibro di Alberto Quadri e Luciano. Dopo un pre-campionato disputato su alti livelli, la squadra in campionato stenta e, dopo la clamorosa sconfitta di Vicenza, viene esonerato l'allenatore Sala, richiamato solo qualche giornata più tardi. Successivamente, a novembre viene nuovamente esonerato l'allenatore e il direttore sportivo e al loro posto vengono chiamati Carlo Sabatini e Pasquale Sensibile. Dopo una vortiginosa rincorsa e risalita nella zona promozione il Mantova incappa in tre sconfitte consecutive che portarono al licenziamento del D.S., e al richiamo di Pelliccioni che fu esonerato a novembre. Al termine del campionato, dopo la vittoria sulla SPAL e il pareggio a Sassari, il Mantova viene ammesso in terza serie, ma i debiti causati dalla gestione Lodi iniziano a impattare sull'operatività del club.
Terminato il campionato 2013-2014, i biancorossi vedono l'ennesimo riassetto societario con il presidente Michele Lodi, che non riuscendo a porre rimedio all'ammontare dei debiti, manifesta il desiderio di accogliere nuovi azionisti per immettere risorse fresche nel club; nel mentre la squadra subisce 3 punti di penalizzazione per aver pagato con un giorno di ritardo gli stipendi e la fideiussione per l'iscrizione. Dopo qualche trattativa non andata a buon fine per la cessione della società, il 10 ottobre Nicola Di Matteo rileva il 55% delle quote diventando presidente (il rimanente ai soci mantovani Bruno Bompieri e Giambattista Tirelli). La guida tecnica viene affidata all'emergente Ivan Jurić e ad un gruppo di ragazzi provenienti dalla primavera del Genoa o svincolati dai club di terza serie.
La situazione societaria non migliora, ma nel campionato 2014-2015 la squadra riesce a conquistare la salvezza con tre giornate d'anticipo sulla fine della stagione regolare. Il 25 giugno 2015, dopo 4 mesi di difficile trattativa, il Mantova passa ulteriormente di mano alla SDL CentroStudi S.p.A. di Brescia (nelle persone di Sandro Musso e Serafino Di Loreto) rilevano le quote di Lodi, diventando i maggiori azionisti della società.
I nuovi proprietari dichiarano di voler puntare alla Serie B e la Serie A nel giro di pochi anni e allestiscono una rosa molto competitiva, guidata dall'emergente allenatore Riccardo Maspero. Nonostante questo, la squadra a novembre si trova in zona retrocessione, con peraltro un monte ingaggi abnorme per la categoria: Maspero viene esonerato in favore dell'ex Brescia Ivan Javorčić, ma la squadra non riesce a trovare un gioco e si trova sempre più invischiata nella lotta salvezza. Anche Javorcic viene esonerato, nel mese di marzo, e sostituito da Luca Prina, il quale conduce il Mantova alla salvezza vincendo i play-out contro il Cuneo (0-0; 1-0).
Dopo aver confermato l'allenatore, visti i buoni risultati di fine campionato, nell'estate del 2016 SDL dapprima cerca di ridurre gli ingaggi, dopodiché ad agosto annuncia l'ingresso in società di una cordata di origine romana, capeggiata da Enrico Folgori (in precedenza coinvolto in Cisco Roma, Civitavecchia e Martina Franca) e Marco Claudio De Sanctis. Le manovre però indeboliscono la rosa e nel campionato 2016-2017 la squadra si trova presto ultima in classifica: a fronte del crescente disappunto della piazza, SDL annuncia il totale disimpegno dal Mantova, regalando il 100% delle quote alla cordata romana, sebbene quest'ultima avesse tratti ambigui e fosse lontana dall'offrire le garanzie necessarie per sostentare il club.
Sotto la guida del tecnico Gabriele Graziani, subentrato a dicembre, a fine stagione alla squadra riesce a risollevarsi e a ottenere la salvezza all'ultima giornata, superando in casa il Südtirol per 3-1. Ciò però non basta a salvare la società, che accumula ritardi nel pagamento degli stipendi, i quali si aggiungono ai debiti pregressi lasciati dagli ex proprietari Serafino Di Loreto e Sandro Musso, ai quali la cordata romana non riesce a far fronte. Le parti per diverso tempo si scambiano accuse di inadempienza, dopodiché il 14 luglio i soci romani annunciano di non essere in grado di onorare le spettanze e di non voler ricorrere contro l'esclusione dal campionato di Lega Pro: questo sancisce definitivamente la fine del Mantova Football Club, nato nel 2010. Nel frattempo Serafino Di Loreto e Sandro Musso avevano rilevato il Rezzato, neopromosso in Serie D: con la cessazione del club virgiliano, essi mettono sotto contratto numerosi ex giocatori biancorossi, compreso il capitano Gaetano Caridi, che andrà a chiudere la carriera di giocatore proprio nella società bresciana.
Come da prassi, il sindaco della città virgiliana Mattia Palazzi viene incaricato di patrocinare la fondazione di un nuovo club che riparta dalla Serie D 2017-2018; tra le offerte pervenute viene accolta quella dell'imprenditore torinese Alberto Di Tanno, che crea il Mantova 1911 Società Sportiva Dilettantistica a responsabilità limitata. Il "nuovo Mantova" viene affidato al tecnico irpino Renato Cioffi (alla sua prima esperienza al Nord dopo anni nei campi della Campania) che allestisce una squadra composta prevalentemente da giovani provenienti dalle primavere di squadre di A e B, con l'aggiunta degli ex professionisti Correa, Raggio Garibaldi e Guazzo.
Nella stagione d'esordio biancorossi si posizionano al 4º posto nel raggruppamento nord-orientale (girone C) con squadre venete e friulane, venendo eliminati alle semifinali playoff dall'Arzignano per 5-2.
Il 29 giugno 2018 il club viene rilevato per 623.000 euro dalla società Fiduciaria Emiliana, che nomina alla presidenza il mantovano Ettore Masiello. Dietro all'acquirente si rivela esserci Maurizio Setti, patron dell'Hellas Verona ed ex consigliere del Bologna, il quale il 3 gennaio 2019 entra in prima persona nel capitale della società virgiliana attraverso la società Star Ball srl. In campionato il Mantova, allenato da Massimo Morgia (uno dei tecnici più esperti della D) perde l'accesso diretto alla Serie C dopo un lungo testa a testa con il Como, mentre in Coppa Italia di Serie D i biancorossi si fermano a pochi passi dalla finale venendo eliminati dai marchigiani del Matelica nel doppio confronto di semifinale (1-1 e 2-1). Ai play-off la formazione di Morgia, dopo aver battuto in semifinale la Caronnese, si arrende in finale alla Pro Sesto azzerando di fatto le probabilità di un ripescaggio in terza serie.
La nuova stagione vede confermato l'assetto societario dell'anno precedente; la squadra, in gran parte rivoluzionata, viene affidata all'emergente tecnico Brando con l'obiettivo di conquistare la promozione diretta. In campionato, i biancorossi conducono un ottimo girone di andata, in cui emerge come principale rivale il Fiorenzuola. Il 25 gennaio, a seguito del pareggio contro la Vigor Carpaneto, il Mantova centra il ventunesimo risultato utile consecutivo, che rappresenta la miglior serie positiva della storia del club, ma che causa anche l'esonero dell'allenatore, dal momento che il girone di ritorno si stava rivelando al di sotto delle aspettative della proprietà. La stagione viene tuttavia interrotta anticipatamente a causa della pandemia di Covid-19; i biancorossi ottengono la promozione in Serie C l'8 giugno 2020, in virtù del primo posto in classifica occupato al momento della sospensione del campionato.

## Calciatori

Dino Zoff militò nel Mantova dal 1963 al 1967

### Gli anni 2020: la riconquista della Serie C e il ritorno in Serie B
Per la stagione 2020-2021, il ritorno nel professionismo dopo tre anni in Serie D, la società punta alla salvezza. A guidare la squadra viene scelto l'esordiente Emanuele Troise; in rosa entrano tra gli altri Cheddira, Di Molfetta e Ganz. Il Mantova si rivela competitivo e a novembre raggiunge addirittura il quarto posto; un girone di ritorno in tono minore (in cui si registra anche la sconfitta interna per 0-6 contro il Padova) non inficia il raggiungimento della salvezza con cinque giornate di anticipo e la qualificazione ai playoff promozione, ove il cammino termina già al primo turno con la sconfitta per 2-1 a Cesena.
In estate Troise lascia la panchina virgiliana e gli subentra Maurizio Lauro; viene confermata buona parte dell'ossatura della squadra, ma diversi elementi promettenti lasciano Mantova. L'inizio della stagione 2021-22 è particolarmente negativo: malgrado una sostanziale tenuta difensiva, i biancorossi conquistano appena due vittorie nell'intero girone di andata; Lauro viene quindi esonerato in favore di Giuseppe Galderisi, che riesce a risollevare la squadra, rinforzata anche nel mercato di gennaio dall'arrivo di Gaetano Monachello, il cui contributo (11 reti) si rivelerà fondamentale per il raggiungimento della salvezza. Una nuova serie negativa nel mese di marzo tuttavia costa la panchina anche a Galderisi: la matematica salvezza, conquistata all'ultima giornata con un 3-0 sulla Pro Vercelli, viene conseguita nuovamente sotto la guida di Lauro.
L'estate 2022 è caratterizzata da un sostanziale rimpasto: la rosa viene riallestita e nei quadri societari entra l'imprenditore veronese Filippo Piccoli, indicato dalla stampa mantovana come possibile futuro successore di Setti quale azionista di maggioranza; a ottobre Piccoli diviene presidente del club. Malgrado gli intenti societari di puntare all'alta classifica, la squadra (guidata dal tecnico Nicola Corrent) si attesta in piena zona playout mettendo in luce una notevole fragilità difensiva. Il mercato di gennaio vede l'innesto dell'esperto attaccante Bocalon (in sostituzione di Monachello, infortunatosi a inizio stagione), ma nessun rinforzo sostanziale in retroguardia. Dopo un'effimera ripresa a gennaio 2023, nel mese di febbraio il Mantova ricomincia a soffrire, incappando in gravi sconfitte contro Virtus Verona (subendo una rimonta di due goal pur essendo gli avversari in inferiorità numerica), Pordenone (con analoghi esiti) e Vicenza (che si impone per 6-2). Per raggiungere la salvezza Corrent viene esonerato e sostituito da Andrea Mandorlini; al contempo la società "chiama a raccolta" i tifosi offrendo i biglietti per le gare interne a prezzo stracciato. Le contromisure portano un qualche risultato e alla penultima giornata i virgiliani si issano fuori dalla zona playout, salvo poi rientrarci a seguito della sconfitta contro il Padova nell'ultima partita della stagione regolare; il doppio confronto contro l'AlbinoLeffe viene vinto da quest'ultima, sancendo (per la prima volta dal 1954) la retrocessione sul campo del Mantova tra i dilettanti.
La retrocessione viene però annullata a fine luglio, quando a causa della defezione del Pordenone il Mantova viene riammesso in Serie C a completamento organici. La società al contempo passa sotto il controllo completo di Piccoli, che rileva la restante partecipazione di Setti e successivamente anche gran parte del residuo 7% di quote in mano alla cordata della rifondazione del 2017, restando amministratore unico dei virgiliani, di cui ripiana le perdite fino a settembre 2022 e ricostituisce il capitale sociale. Il Mantova si attiva sul mercato, confermando in rosa i soli Monachello e Mensah, e portando in biancorosso giocatori d'esperienza quali Galuppini, Giacomelli, Burrai e Festa (alla seconda avventura nella squadra lombarda), oltre al nuovo allenatore Davide Possanzini e al nuovo direttore tecnico Christian Botturi. La "piazza" risponde con entusiasmo, sottoscrivendo oltre 4200 abbonamenti, un dato inferiore solo a quello delle precedenti stagioni in Serie B. La stagione vede il Mantova proporsi da subito ai vertici del gruppo A, facendosi notare per l'elevata qualità del proprio gioco: alla 14ª giornata i virgiliani sono primi a pari punti col Padova, che viene sorpassato grazie a una doppia vittoria (contro due pareggi veneti) nei successivi turni. Al termine del girone d'andata il Mantova è capolista solitario del proprio raggruppamento, con 47 punti frutto di 15 vittorie, 2 pareggi e 2 sconfitte; le principali inseguitrici, ovvero Padova e Vicenza, vengono entrambe sconfitte all'andata (i patavini in particolare escono battuti in casa per 0-5) e tenute a distanza al ritorno: il 7 aprile 2024, in virtù del pareggio per 1-1 tra Padova e Lumezzane, il Mantova (forte di 9 punti di vantaggio) conquista la promozione aritmetica in Serie B, con tre giornate d'anticipo, tornando così in cadetteria dopo 14 anni d'assenza.
La stagione del ritorno in Serie B vede il Mantova iniziare bene il campionato e a mantenersi in una tranquilla posizione di classifica, ma un successivo calo di risultati fa scivolare i virgiliani nelle zone pericolose della classifica. Qui la società conferma la massima fiducia a mister Possanzini e la scelta si rivelerà azzeccata, col Mantova che torna ad ingranare fino a centrare la salvezza all'ultima giornata.

## Colori e simboli

### Colori
La prima divisa del Mantova si componeva di maglia e calzettoni azzurri abbinati a pantaloncini bianchi. Tale schema cromatico rimase in uso fino al 1956, con una significativa variante negli anni 1920, allorché la casacca assunse una livrea inquartata bianco-azzurra.
Nel 1956 la raffineria petrolifera mantovana OZO divenne sponsor del club, cui impose un cambio di colori sociali: la divisa passò dallo schema bianco-azzurro al bianco-rosso (tinte mutuate dal marchio commerciale della raffineria). Tale schema cromatico venne articolato nella divisa casalinga in una soluzione del tutto inedita per il calcio italiano: una maglia bianca sbarrata di rosso. La tifoseria, col tempo, ha pienamente metabolizzato questo schema cromatico e l'ha rivendicato quale parte della propria identità.
Negli anni 1960, in coincidenza con un periodo nel quale la squadra ebbe una crisi di risultati, la divisa venne mutata in una semplice maglia monocroma rossa abbinata a pantaloncini bianchi.
La divisa con la sbarra (comunemente denominata bianco-bandata) tornò ad essere impiegata occasionalmente in alcune partite degli anni 1990: il suo definitivo recupero si deve all'iniziativa del patron Fabrizio Lori ai primi del terzo millennio.
Una volta accantonato come colore sociale, l'azzurro è comunque rimasto in uso, connotando soprattutto le terze casacche del club virgiliano. La maglia esterna tende invece a ricalcare lo schema della principale, ma a tinte invertite (banda bianca su campo rosso).
Non sono tuttavia mancate sperimentazioni cromatiche diverse e peculiari: in alcune circostanze il Mantova ha adottato una divisa che declina il summenzionato tema sbarrato sulle tinte giallo-verdi. Tale esperimento intende essere un omaggio al soprannome Piccolo Brasile, attribuito alla squadra virgiliana durante i suoi anni di maggior successo (segnatamente il periodo 1956-1961).
Altra maglia peculiare adottata dal Mantova è quella creata per celebrare il centenario dalla fondazione, nel 2011: una divisa azzurra attraversata frontalmente da una sbarra biancorossa. Tale accostamento unisce in un'unica soluzione tutti i colori sociali storicamente adottati dal club mantovano.

### Simboli ufficiali

#### Stemma
Dal secondo dopoguerra in poi lo stemma societario delle varie realtà che hanno portato il nome Mantova si articola su due elementi: lo stemma araldico cittadino (d'argento alla croce piena di rosso accantonata alla destra del capo della testa di Virgilio al naturale posta di fronte, attorcigliata di un serto di alloro) e un disco celeste (allusione al primo colore sociale indossato dai virgiliani, in uso fino agli anni 1950 e poi sostituito dal bianco-rosso).
La struttura di base (che integra tali due emblemi in un cerchio partito, con la croce a sinistra e mezzo disco azzurro a destra) è rimasta pressoché inalterato oltre mezzo secolo.
Nel 2002 venne introdotta una significativa variante di tale stemma: l'allora presidente del Centro di Coordinamento Mantova Club Davide Mondin e l'allora addetto stampa della società Lucio Castelli trovarono infatti un vecchio gagliardetto del Mantova (risalente agli anni 1950-1960), nel quale l'emblema circolare summenzionato era inserito all'interno di uno scudetto partito bianco-rosso. Allorché l'ebbero mostrato ai dirigenti del club (segnatamente il presidente Andrea Fagnani e il direttore generale Mario Preto), questi ultimi decisero di ricavarne un nuovo logo per la società. Al gagliardetto base venne dunque aggiunta una fascia bianca nella parte superiore, entro la quale venne inscritta la denominazione A.C. Mantova.
Nel 2010, a seguito del fallimento societario, il nuovo Mantova Football Club non poté inizialmente utilizzare i suddetti emblemi (rimasti in mano alla curatela del club disciolto). Si optò dunque per adottare un disegno diverso, selezionato tramite un sondaggio popolare gestito dalla Gazzetta di Mantova: un doppio cerchio contenente la croce a tutto campo decentrata verso sinistra, il cerchio azzurro ricollocato alle spalle di essa e la nuova denominazione societaria inscritta nella corona circolare. Da tale emblema ne venne poi declinato uno celebrativo del centenario di fondazione (utilizzato nel 2011), dopodiché la proprietà acquisì e ripristinò lo scudetto del 2002.
L'ulteriore fallimento e rifondazione del Mantova, avvenuto nel 2017, impose nuovamente alla società di adottare transitoriamente uno stemma diverso: ne risultò un ancile palato bianco-rosso, recante a mezza altezza una fascia ricurva bianca contenente il nome sociale, mentre nella parte inferiore s'inseriva un cerchio azzurro contenente la già citata testa di Virgilio. Tale soluzione (unitamente al fatto che, nella prima parte del campionato 2017-2018, furono utilizzate divise non connesse alla storia del club) venne contestata dalla tifoseria, che la giudicò poco rappresentativa della simbologia virgiliana e sollecitò la riadozione del vecchio scudetto.
Nel settembre 2017 il Mantova ha infine ottenuto in comodato d'uso gratuito lo stemma risalente al 2002, il quale è stato lievemente modificato (mediante rimozione del bordo aureo, semplificazione dell'elemento circolare e adeguamento della denominazione societaria) e adottato in via definitiva quale emblema sociale.

Stemma sociale adottato nel periodo 1945-1960
Stemma sociale adottato nel periodo 1960-1994
Stemma sociale adottato nel 1994
Stemma sociale adottato nel periodo 2002-2010
Stemma sociale adottato nel periodo 2010-2013
Stemma celebrativo del centenario di fondazione, adottato nel 2011
Stemma sociale adottato nel periodo 2013-2017
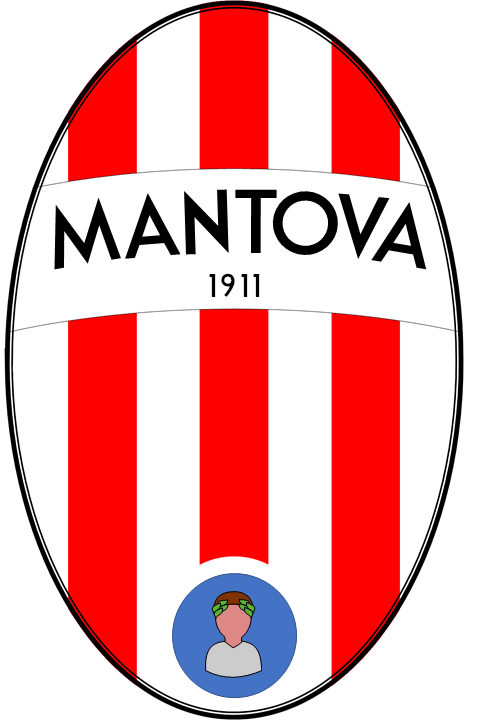
Stemma sociale transitorio adottato brevemente nel 2017
Stemma sociale adottato dal 2017

#### Inno
L'inno della squadra s'intitola Forza Mantova ed è stato composto dal noto musicista e compositore mantovano Giancarlo Pasquini, in arte Dave Rodgers.

## Strutture

### Stadio

Lo stadio negli anni '60

I primi campi da calcio di Mantova, ai primi del Novecento, erano ubicati in Piazza Virgiliana e in Piazza Lega Lombarda. Il primo "vero" terreno interno della compagine mantovana fu però il Campo dell'Ippodromo Te (nelle pertinenze di Palazzo Te), che venne inaugurato il 29 marzo 1914: attorno al campo erano state costruite delle tribune, un parterre e gli spogliatoi, più una pista podistica di 400 metri in polvere di carbone. Nei primi anni trenta fu progettato e costruito il nuovo stadio polisportivo (provvisto anche di velodromo e pista d'atletica), che dal 1931 al 1936 fu intitolato a Benito Mussolini, che aveva ottenuto la cittadinanza onoraria. Dall'ottobre del 1936 al 1945 l'intitolazione passò al martire fascista Settimio Leoni, ucciso nel 1921 a 18 anni. Dal 1945 al 1949 lo stadio prendeva il nome del militare americano John Robert Nation, caduto in combattimento proprio a Mantova. A seguito della tragedia di Superga, nel 1949 si decise di attribuire il nome dell'impianto alla memoria di Danilo Martelli, calciatore mantovano del Grande Torino e prima ancora della Marzotto Manerbio e del Brescia.
A seguito della ristrutturazione praticata nel 2024, il "Martelli" ha una capienza di 11.219 posti a sedere.

### Centro di allenamento
Dal 9 ottobre 2021 le selezioni societarie si allenano presso il centro sportivo Mantovanello, situato a Borgochiesanuova, un quartiere periferico di Mantova, a circa 4.2 km dallo stadio casalingo. Esso ospita inoltre gran parte delle partite casalinghe delle giovanili. Le strutture consistono in 5 campi di allenamento (3 in erba naturale e 2 in erba sintetica - uno è anche dotato di tribuna da 250 posti), 1 palestra, 3 spogliatoi (uno per la prima squadra, uno per le femminili e uno per le giovanili). A seguito della promozione in Serie B nel 2024, il centro sportivo viene risistemato, ammodernato e ribattezzato col nome sponsorizzato Sinergy Mantova Center.

## Società
La sede sociale è ubicata in Viale Te 7, nei locali dello stadio Danilo Martelli di Mantova. 
Dal gennaio 2024 la società a responsabilità limitata Mantova 1911 è posseduta per il 98,49% da Filippo Piccoli tramite una propria SRL denominata FP73. Le quote rimanenti sono detenute da Gianluca Pecchini, storico dirigente calcistico mantovano.

### Organigramma societario
In carica al 2 aprile 2024
- Filippo Piccoli - Amministratore unico[49]
- Christian Botturi - Direttore tecnico
- Alessandro Raffa - Direttore operativo
- Marco Fioretto - Resp. giovanili
- Vincenzo Talluto - Resp. area scouting
- Gianluca De Rosa - Resp. comunicazione
- Nicola Marchesi - Team manager
- Marco Marocchi - Accompagnatore

### Sponsor
| Cronologia degli sponsor tecnici - 1985-1991 Ennerre - 1992-1994 Asics - 1994-1995 Diadora - 1995-2004 non disponibile - 2004-2007 Erreà - 2007-2009 Diadora - 2009-2010 Joma - 2010-2013 Erreà - 2013-2025 Givova - 2025- Adidas |

## Allenatori e presidenti
- 1911-1915 ...
- 1915-1919 Inattivo
- 1919-1923  Guglielmo Reggiani
- 1923-1924  Heinrich Lenczewsky
- 1924-1931  Guglielmo Reggiani
- 1931-1932  Ettore Gasparini
- 1932-1933  Ettore Gasparini (1ª-7ª)
 Guglielmo Fancelli (8ª-9ª)
 Guglielmo Reggiani (10ª-26ª)
- 1933-1935  Guglielmo Reggiani
- 1935-1936  Ferenc Hirzer
- 1936-1937  Aristide Viale
- 1937-1941  Guglielmo Reggiani
- 1941-1943  Giovanni Battistoni
- 1943-1944  Guglielmo Reggiani
- 1944-1945 Inattivo
- 1945-1946  Guido Bosio (1ª-?ª)
 Eligio Vecchi (?ª-22ª)
- 1946-1947  Renato Bodini (1ª-?ª)
 Lino Taioli (?ª-?ª)
 Guglielmo Reggiani (?ª-42ª)
- 1947-1948  Guglielmo Reggiani (1ª-?ª)
 János Nehadoma (?ª-34ª)
- 1948-1949  Giovanni Busani (1ª-12ª)
 Guglielmo Reggiani ed  Ennio Vaini (13ª-38ª)
- 1949-1950  Alfio Cavicchioli (1ª-15ª)
 Bruno Biagini (16ª-42ª)
- 1950-1951  Bruno Biagini
- 1951-1952  Antenore Marmiroli
- 1952-1953  Antenore Marmiroli (1ª-18ª)
 Aldo Biffi (19ª-34ª)
- 1953-1954  Aldo Biffi (1ª-24ª)
 Ermanno Frattini (25ª-34ª)
- 1954-1955  Paolo Todeschini
- 1955-1962  Edmondo Fabbri
- 1962-1963  Nándor Hidegkuti
- 1963-1964  Luigi Bonizzoni
- 1964-1965  Oscar Montez (1ª-5ª)
 Giovanni Bonanno (6ª-7ª)
 Giacomo Mari (8ª-34ª)
- 1965-1968  Giancarlo Cadé
- 1968-1969  Umberto Mannocci (1ª-14ª)
 Gustavo Giagnoni (15ª-38ª)
- 1969-1971  Gustavo Giagnoni
- 1971-1972  Renato Lucchi (1ª-13ª)
 Renzo Uzzecchini (14ª-30ª)
- 1972-1973  Renzo Uzzecchini (1ª-7ª)
 William Negri (8ª-17ª)
 Alfredo Foni (18ª-38ª)
- 1973-1974  Gianni Corelli
- 1974-1976  Rino Marchesi
- 1976-1977  Giulio Bonafin (1ª-?ª)
 Giovanni Brenna (?ª-38ª)
- 1977-1979  Ugo Tomeazzi
- 1979-1980  Ugo Tomeazzi (1ª-11ª)
 Ottavio Bianchi (12ª-34ª)
- 1980-1981  Giovanni Mialich
- 1981-1982  Giovanni Mialich (1ª-5ª)
 Giovanni Bonanno (6ª-10ª)
 Angelo Pereni (11ª-34ª)
- 1982-1983  Leopoldo Siegel (1ª-6ª)
 Enea Masiero (7ª-34ª)
- 1983-1984  Dino Binacchi (1ª-18ª)
 Bruno Mazzia (19ª-34ª)
- 1984-1985  Renzo Melani (1ª-12ª)
 Franco Panizza (13ª-34ª)
- 1985-1986  Giorgio Veneri
- 1986-1987  Giorgio Veneri (1ª-19ª)
 Antonio Valentín Angelillo (20ª-34ª)
- 1987-1989  Mario Corso
- 1989-1990  Gian Piero Ghio
- 1990-1991  Enrico Catuzzi (1ª-6ª)
 Ambrogio Pelagalli (7ª-15ª)
 Sergio Carpanesi (16ª-34ª)
- 1991-1992  Claudio Tobia (1ª-8ª)
 Gian Piero Ghio (9ª-19ª)
 Antonio Pasinato (20ª-38ª)
- 1992-1993  Ugo Tomeazzi
- 1993-1994  Gianfranco Bellotto (1ª-8ª)
 Ugo Tomeazzi (9ª-34ª e play-off)
- 1994-1995  Franco Panizza
- 1995-1996  Sauro Frutti
- 1996-1997  Sauro Frutti (1ª-5ª)
 Gianni Ragazzoni (6ª-34ª)
- 1997-1998  Andrea Agostinelli
- 1998-1999  Marino Magrin (1ª-?ª)
 Mirko Benevelli (?ª-?ª)
 Rino Lavezzini (?ª-34ª)
- 1999-2000  Rino Lavezzini (1ª-?ª)
 Mirko Benevelli (?ª-34ª)
- 2000-2001  Giorgio Roselli (1ª-?ª)
 Loris Boni (?ª-34ª)
- 2001-2002  Marco Falsettini (1ª-?ª)
 Mirko Benevelli (?ª-?ª)
 Sauro Frutti (?ª-?ª)
 Roberto Boninsegna (?ª-34ª)
- 2002-2003  Roberto Boninsegna (1ª-?ª)
 Mirko Benevelli (?ª-?ª)
 Antonio Bogoni (?ª-34ª)
- 2003-2007  Domenico Di Carlo
- 2007-2008  Attilio Tesser (1ª-27ª)
 Giuseppe Brucato (28ª-42ª)
- 2008-2009  Giuseppe Brucato (1ª-10ª)
 Alessandro Costacurta (11ª-24ª)
 Mario Somma (25ª-42ª)
- 2009-2010  Michele Serena
- 2010-2011  Archimede Graziani
- 2011-2012  Archimede Graziani (1ª-6ª)
 Claudio Valigi (7ª-27ª)
 Sauro Frutti (28ª-38ª e play-out)
- 2012-2013  Sauro Frutti (1ª-17ª)
 Giuseppe Brucato (18ª-34ª)
- 2013-2014  Antonio Sala (1ª-2ª)
 Gianni Migliorini (3ª-4ª)
 Antonio Sala (5ª-11ª)
 Carlo Sabatini (12ª-34ª)
- 2014-2015  Ivan Jurić
- 2015-2016  Riccardo Maspero (1ª-8ª)
 Ivan Javorčić (9ª-26ª)
 Luca Prina (27ª-34ª e play-out)
- 2016-2017  Luca Prina (1ª-15ª)
 Gabriele Graziani (16ª-38ª)
- 2017-2018  Renato Cioffi
- 2018-2019  Massimo Morgia
- 2019-2020  Lucio Brando (1ª-21ª)
 Gianluca Garzon e  Matías Cuffa (22ª-24ª)
- 2020-2021  Emanuele Troise
- 2021-2022  Maurizio Lauro (1ª-18ª)
 Giuseppe Galderisi (19ª-36ª)
 Maurizio Lauro (37ª-38ª)
- 2022-2023  Nicola Corrent (1ª-28ª)
 Andrea Mandorlini (29ª-38ª e play-out)
- 2023-  Davide Possanzini

- 1911-1915 ...
- 1915-1919 Inattivo
- 1919-1922  Giannino Parmeggiani
- 1922-1924  Edmondo Pogiluppi
- 1924-1925  Silvio Gatti
- 1925-1926  Giuseppe Moschini
- 1926-1927  Enzo Moschini
- 1927-1931  Ennio Avanzini
- 1931-1932  Lauro Giuliani
- 1932-1933  Lauro Giuliani
 Gino Rigatelli (Commissario)
- 1933-1934  Sergio Pinotti
- 1934-1935  Giacomo Azzalli
- 1935-1941  Emilio Fario
- 1941-1943  Giacomo Azzalli
- 1943-1944  Bruno Pasino
- 1944-1945 Inattivo
- 1945-1946  Ennio Avanzini
- 1946-1948  Federico Cocconi
- 1948-1949  Attillo Campana
 Ennio Avanzini
- 1949-1951  Giacomo Azzalli
- 1951-1953  Giuseppe Rea
- 1953-1959  Arnaldo Bellini
- 1959-1965  Giuseppe Nuvolari
- 1965-1966  Sergio Previdi
- 1966-1976  Andrea Zenesini
- 1976-1977  Franco Marenghi
- 1977-1979  Tonino Rangoni
- 1979-1982  Romano Freddi
- 1982-1983  Paolo Artioli
- 1983-1986  Mariuccio Vassanelli
- 1986-1991  Luigi Pasquali
- 1991-1994  Paolo Grigolo
- 1994-2000  Romano Freddi
- 2000-2002  Mario Cioli
- 2002-2004  Alberto Castagnaro
- 2004-2010  Fabrizio Lori
- 2010-2013  Bruno Bompieri
- 2013-2014  Michele Lodi
- 2014-2015  Nicola Di Matteo
- 2015-2016  Sandro Musso
- 2016-2017  Marco Claudio De Sanctis
- 2017-2018  Maurizio Bortolini
- 2018-2022  Ettore Masiello
- 2022-  Filippo Piccoli[58]

## Palmarès

### Competizioni nazionali
- Serie B: 1

1970-1971
- Scudetto Interregionale: 1

1957-1958

### Competizioni interregionali
- Serie C: 2

1958-1959 (girone A), 2023-2024 (girone A)
- Serie C2: 3

1987-1988 (girone A), 1992-1993 (girone A), 2003-2004 (girone A)
- Campionato Interregionale - Prima Categoria: 1

1957-1958 (girone B)
- Campionato Nazionale Dilettanti: 1

1996-1997 (girone D)
- Serie D: 2

2010-2011 (girone B), 2019-2020 (girone D)

### Competizioni regionali
- Eccellenza: 1

1994-1995 (girone A)

### Altri piazzamenti
- Serie B:

Secondo posto: 1960-1961
- Serie C:

Secondo posto: 1939-1940 (girone B), 1940-1941 (girone B)
- Serie C1:

Secondo posto: 1993-1994 (girone A), 2004-2005 (girone A)
- Serie C2:

Secondo posto: 1985-1986 (girone B)
- IV Serie:

Secondo posto: 1954-1955 (girone C)
- Campionato Nazionale Dilettanti:

Secondo posto: 1995-1996 (girone C)
- Serie D:

Secondo posto: 2018-2019 (girone B)
- Coppa Italia Semiprofessionisti:

Semifinalista: 1974-1975
- Scudetto Dilettanti:

Secondo posto: 1995-1996
- Coppa Italia Serie D:

Semifinalista: 2018-2019
- Supercoppa Serie C:

Secondo posto: 2023-2024

## Statistiche e record

### Partecipazione ai campionati
| Livello | Categoria                                   | Partecipazioni | Debutto   | Ultima stagione | Totale |
| ------- | ------------------------------------------- | -------------- | --------- | --------------- | ------ |
| 1º      | Prima Categoria                             | 1              | 1920-1921 | 1920-1921       | 12     |
| 1º      | Prima Divisione                             | 4              | 1921-1922 | 1925-1926       | 12     |
| 1º      | Serie A                                     | 7              | 1961-1962 | 1971-1972       | 12     |
| 2º      | Seconda Divisione                           | 1              | 1923-1924 | 1923-1924       | 19     |
| 2º      | Prima Divisione                             | 2              | 1926-1927 | 1927-1928       | 19     |
| 2º      | Serie B                                     | 16             | 1946-1947 | 2025-2026       | 19     |
| 3º      | Prima Divisione                             | 7              | 1928-1929 | 1934-1935       | 45     |
| 3º      | Serie B-C Alta Italia                       | 1              | 1945-1946 | 1945-1946       | 45     |
| 3º      | Serie C                                     | 24             | 1935-1936 | 2023-2024       | 45     |
| 3º      | Serie C1                                    | 10             | 1978-1979 | 2004-2005       | 45     |
| 3º      | Lega Pro                                    | 3              | 2014-2015 | 2016-2017       | 45     |
| 4º      | Serie C2                                    | 14             | 1982-1983 | 2003-2004       | 24     |
| 4º      | Lega Pro Seconda Divisione                  | 3              | 2011-2012 | 2013-2014       | 24     |
| 4º      | IV Serie                                    | 3              | 1954-1955 | 1956-1957       | 24     |
| 4º      | Campionato Interregionale - Prima Categoria | 1              | 1957-1958 | 1957-1958       | 24     |
| 4º      | Serie D                                     | 3              | 2017-2018 | 2019-2020       | 24     |
| 5º      | Campionato Nazionale Dilettanti             | 2              | 1995-1996 | 1996-1997       | 3      |
| 5º      | Serie D                                     | 1              | 2010-2011 | 2010-2011       | 3      |

Il Mantova ha disputato 97 stagioni sportive nei campionati nazionali (Serie A, B, C e D) a partire dall'esordio in semifinale nazionale il 10 aprile 1921, compresi 5 campionati di Prima Categoria e Prima Divisione (A), 3 campionati di Seconda Divisione (B), 1 campionato Misto B-C Alta Italia disputato con titolo sportivo di Serie C. Sono considerate professionistiche ai sensi delle NOIF della FIGC le 71 annate trascorse in A, B, C, C1 e C2, assommando così la 51ª miglior tradizione sportiva in Italia fra i club che hanno giocato in massima serie.
Il Mantova ha partecipato ai massimi tornei del Comitato Regionale Emiliano nelle annate 1919-20 e 1994-95 e al Campionato Alta Italia nella stagione 1943-44, che fu un torneo calcistico disputatosi nei territori della Repubblica Sociale Italiana.
- 1 campionato di Eccellenza dell'Emilia-Romagna
- 1 campionato di Prima Categoria Regionale

### Statistiche individuali
| Record di presenze - 375 Manuel Spinale (2003-2014) - 349 Gaetano Caridi (2002-2010, 2014-2017) - 336 Mirko Bellodi (1996-1998, 2000-2012) - 331 Ennio Vaini (1928-1943) - 295 Gustavo Giagnoni (1957-1964, 1965-1968) - 271 Nicola Lampugnani (1990-2005) - 260 Ermanno Frattini (1932-1937, 1938-1949) 260 Dante Micheli (1955-1959, 1967-1973) - 254 Gabriele Graziani (2000-2007, 2010-2012) - 233 Pierangelo Avanzi (1983-1987, 1994-1999) | Record di reti - 80 Gabriele Graziani (2000-2007, 2010-2012) - 71 Ermanno Frattini (1932-1937, 1938-1949) - 67 Walter Mantovani (1939-1944) - 61 Giorgio Agostinelli (1919-1927) 61 Gaetano Caridi (2002-2010, 2014-2017) - 54 Napoleone Moretti (1927-1944) - 52 Sauro Frutti (1977-1981) - 50 Silvio Dellagiovanna (1997-1999, 2000-2002) - 48 Giuseppe Marmiroli (1937-1942, 1949-1953) 48 Ettore Recagni (1957-1959, 1960-1964) |

## Tifoseria

### Storia

Una coreografia della Curva Te

Per le partite casalinghe la tifoseria organizzata si riunisce nel settore Curva Te dello Stadio Danilo Martelli di Mantova.
Attualmente i gruppi ultras presenti in curva sono gli Ultras Mantova 1975,  i DAGAN e lo storico nucleo dei Virgilian's Kaos.
Il tifo organizzato non radicale è riunito nel Centro di Coordinamento Mantova Club, a cui fanno capo circa 30 associazioni di tifosi sparse per la provincia.  

### Gemellaggi e rivalità
Gemellaggio storico della tifoseria mantovana è quello con la Curva Nord del Brescia, i primi contatti tra le due fazioni risalgono agli anni ottanta. Risalente al 1993 è invece il rapporto fraterno con gli ultras romagnoli del Cesena, caratterizzato da numerose visite reciproche susseguitesi nel corso degli anni. Nel 1998 nasce il gemellaggio con la tifoseria toscana del Prato , e ci sono buoni rapporti anche con i campani della Juve Stabia.
Durante gli europei di calcio del 2008 alcuni ragazzi della curva incontrano e stringono amicizia con alcuni ultras francesi del Lens. Dal 2010 in poi le due tifoserie si sono incontrate spesso sia a Mantova sia in terra francese stringendo una sentita amicizia.
Esiste un forte rapporto d'amicizia con gli ultras del Darfo Boario e con i tifosi dell'Aston Villa. Da segnalare un'ex gemellaggio con gli ultras della Lucchese durato dalla fine degli anni '80 fino alla metà degli anni '90, al momento non si hanno rapporti definiti ma alcune amicizie personali sono durate negli anni.
Le rivalità più sentite sono con le tifoserie di Verona, della Cremonese e i bergamaschi dell'Atalanta.
Altre rivalità importanti vengono coltivate verso tutte le tifoserie trivenete del Padova, del Vicenza, del Venezia, del Treviso, del Trento e della Triestina e nei confronti delle emiliane Piacenza, Modena, Reggiana, SPAL e Carpi.
Con i tifosi del Torino, la rivalità nacque in occasione della finale play-off, valida per la promozione in Serie A, persa dai virgiliani nel 2006. 
Esistono altre rivalità con le tifoserie di Spezia, Bologna, Carrarese, Como, Pergolettese, Pro Patria, Pistoiese e Rimini.

## Organico

### Rosa 2025-2026
Rosa aggiornata al 15 agosto 2025.
| N. |                    | Ruolo | Calciatore          |
| -- | ------------------ | ----- | ------------------- |
| 1  | Italia (bandiera)  | P     | Marco Festa         |
| 3  | Italia (bandiera)  | D     | Valerio Mantovani   |
| 4  | Irlanda (bandiera) | D     | Senan Mullen        |
| 6  | Italia (bandiera)  | C     | Cristiano Bani      |
| 7  | Italia (bandiera)  | A     | Davis Mensah        |
| 8  | Italia (bandiera)  | C     | Federico Artioli    |
| 9  | Italia (bandiera)  | A     | Leonardo Mancuso    |
| 10 | Italia (bandiera)  | C     | David Wieser        |
| 11 | Italia (bandiera)  | A     | Antonio Fiori       |
| 14 | Italia (bandiera)  | A     | Francesco Galuppini |
| 16 | Italia (bandiera)  | P     | Federico Botti      |
| 17 | Italia (bandiera)  | D     | Nicolò Radaelli     |
| 18 | Uruguay (bandiera) | C     | César Falletti      |

| N. |                     | Ruolo | Calciatore          |
| -- | ------------------- | ----- | ------------------- |
| 19 | Italia (bandiera)   | A     | Francesco Ruocco    |
| 20 | Italia (bandiera)   | C     | Giacomo Fedel       |
| 21 | Italia (bandiera)   | C     | Simone Trimboli     |
| 22 | Italia (bandiera)   | P     | Lorenzo Andrenacci  |
| 23 | Italia (bandiera)   | A     | Tommaso Marras      |
| 27 | Italia (bandiera)   | D     | Alessio Castellini  |
| 28 | Italia (bandiera)   | A     | Maat Daniel Caprini |
| 29 | Italia (bandiera)   | D     | Stefano Cella       |
| 30 | Italia (bandiera)   | A     | Davide Bragantini   |
| 36 | Italia (bandiera)   | C     | Flavio Paoletti     |
| 37 | Slovenia (bandiera) | C     | Žan Majer           |
| 53 | Italia (bandiera)   | D     | Tommaso Pittino     |
| 96 | Italia (bandiera)   | D     | Tommaso Maggioni    |

### Staff tecnico
- Davide Possanzini - Allenatore
- Andrea Massolini - Vice allenatore
- Nicola Pasin - Preparatore atletico
- Emanuele Suagher - Collaboratore tecnico
- Corrado Merighi - Recupero infortunati
- Michele Arcari - Preparatore portieri
- Nicholas Lazzari - Match analyst